# Die
Die – miejscowość i gmina we Francji, w regionie Owernia-Rodan-Alpy, w departamencie Drôme.
Według danych na rok 1990 gminę zamieszkiwało 4230 osób, a gęstość zaludnienia wynosiła 74 osoby/km² (wśród 2880 gmin regionu Rodan-Alpy Die plasuje się na 202. miejscu pod względem liczby ludności, natomiast pod względem powierzchni na miejscu 49.).

## Galeria

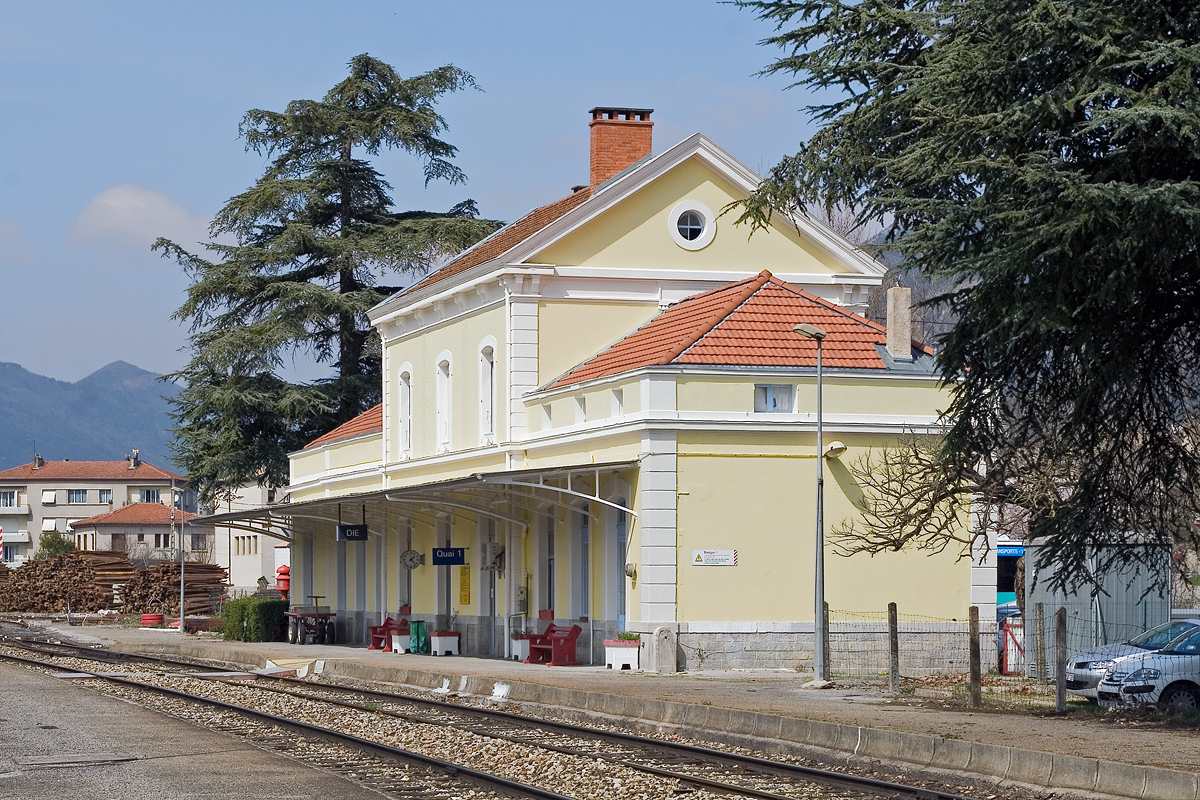
Dworzec kolejowy, 2009
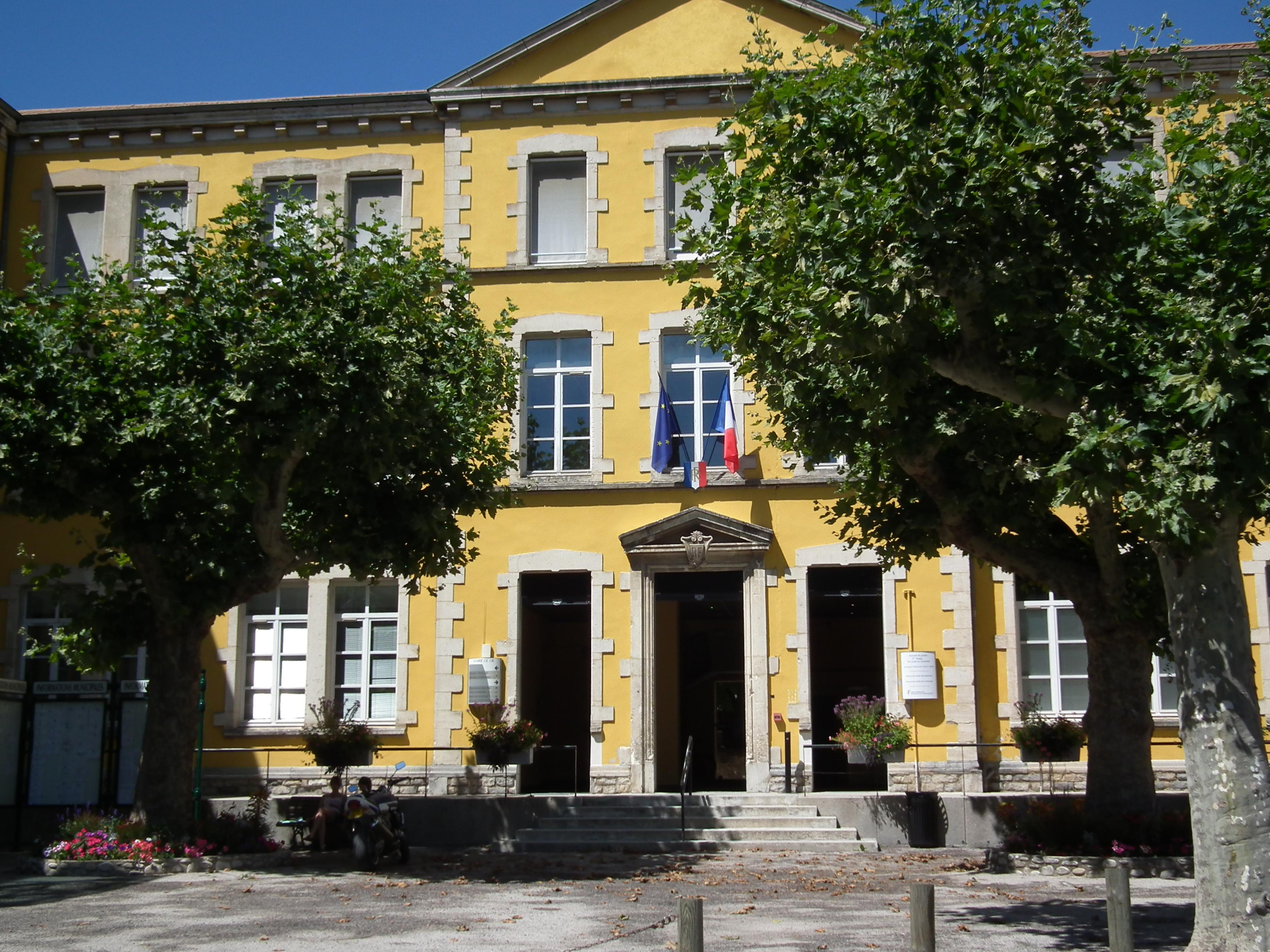
Ratusz, 2011
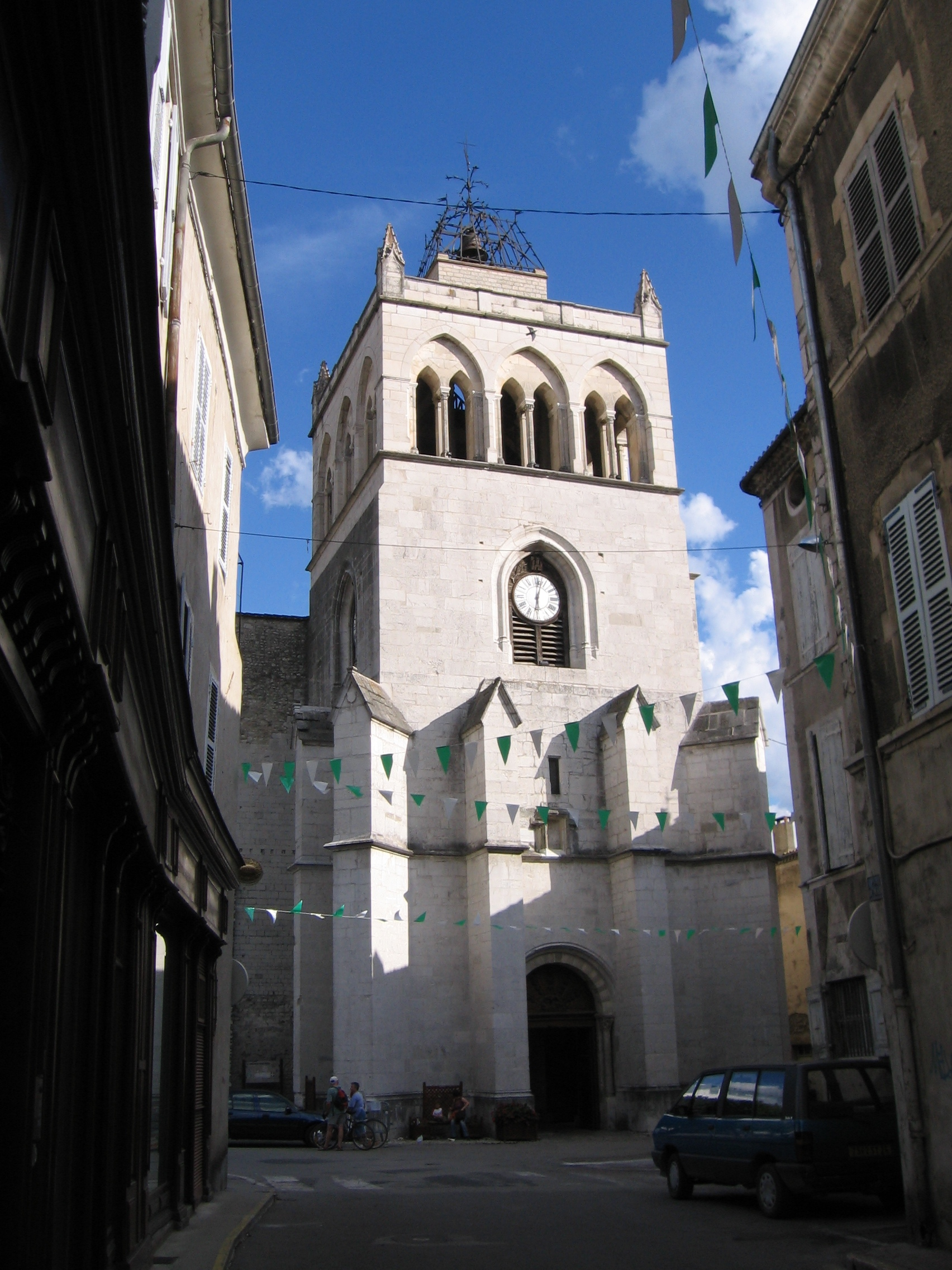
Katedra Matki Bożej, 2006